# Adolf Richter (Unternehmer)

Werbung vom Hof- und Kammerlieferant F. Ad. Richter & Cie. mit Anker-Steinbaukasten (1908)

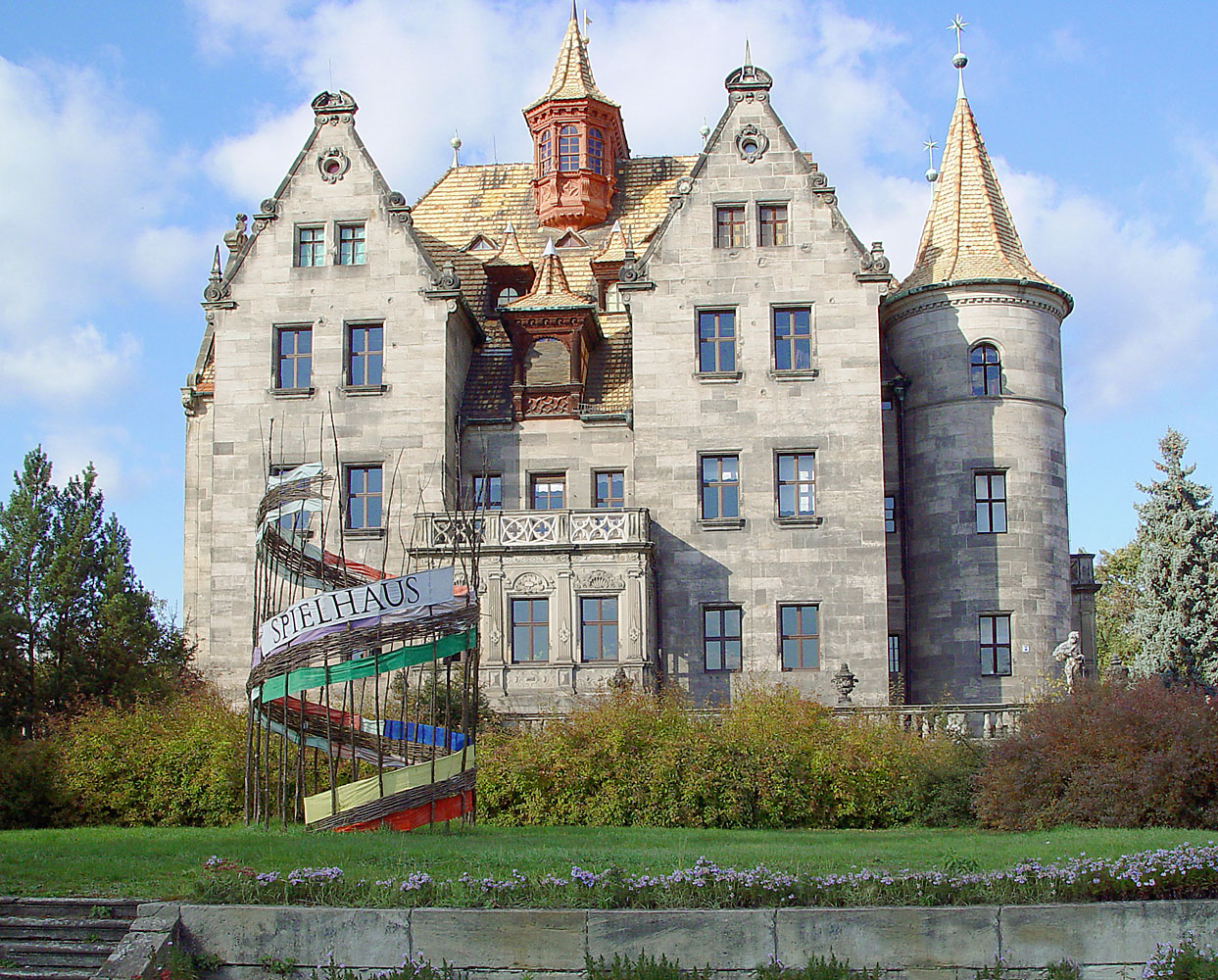
Villa Richter (2003)

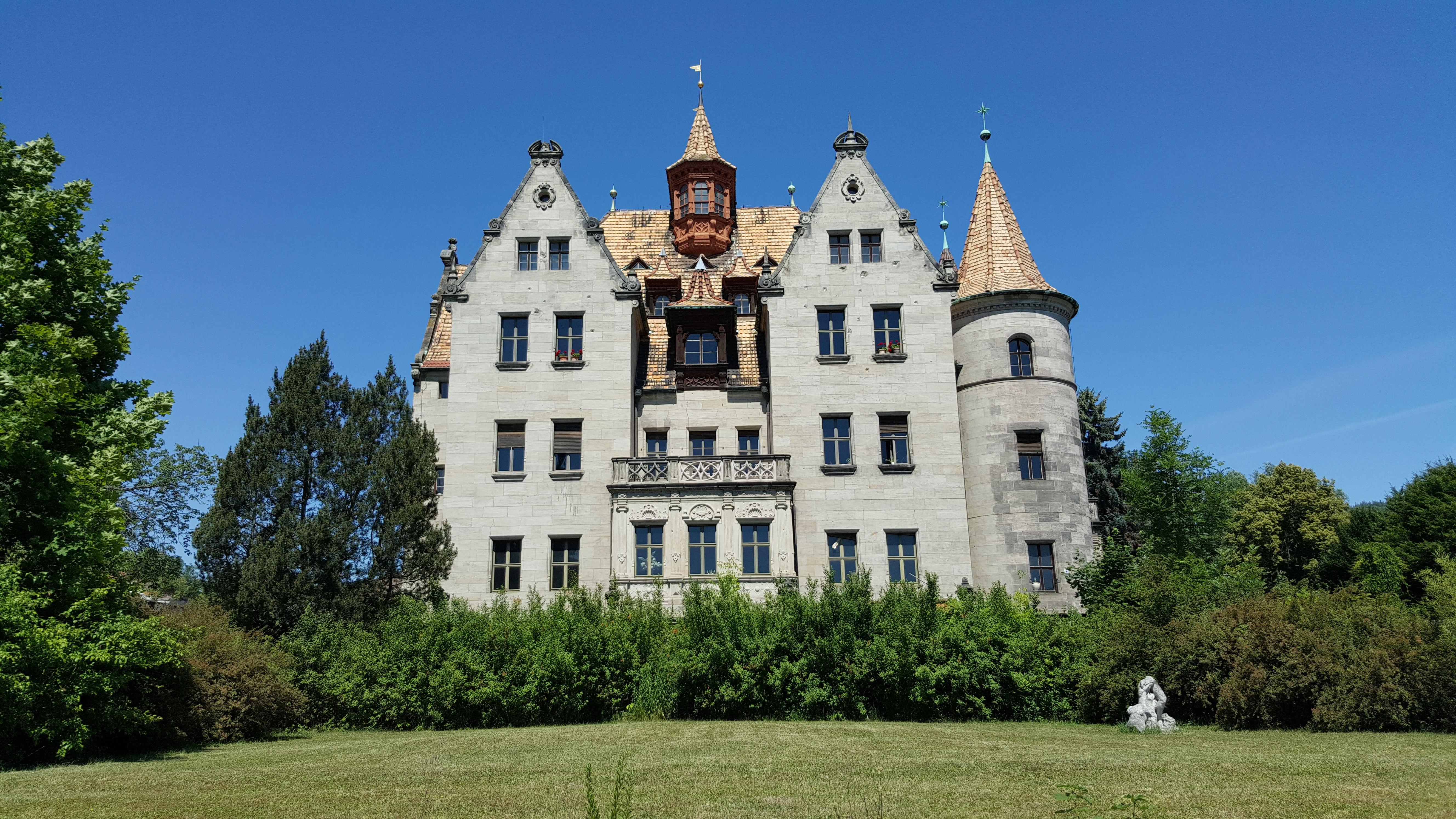
Villa Richter nach erfolgter Mauersanierung 2015

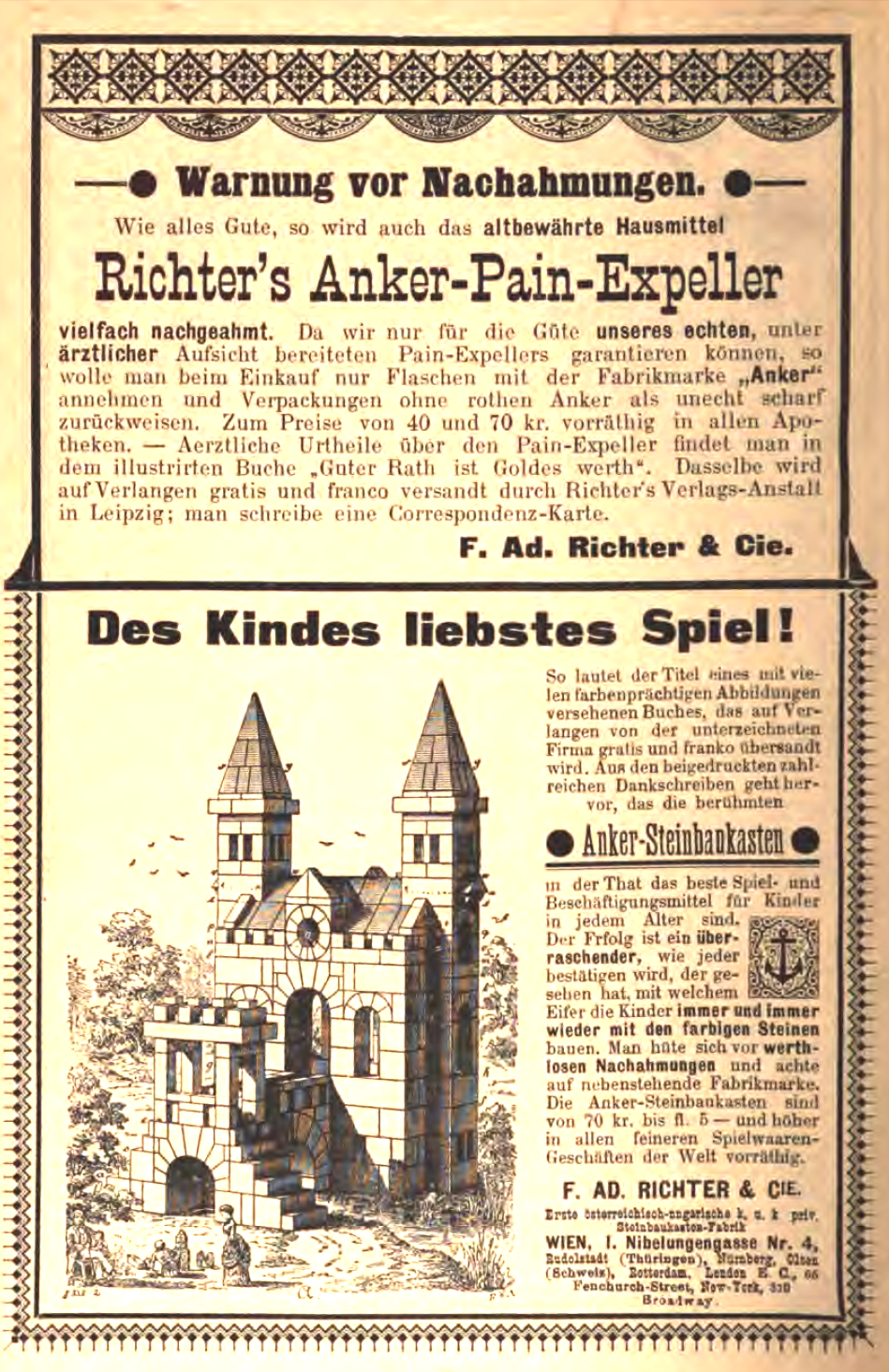
Werbung für Richter’s Anker-Pain-Expeller und für den Anker-Steinbaukasten (1891)

Friedrich Adolf Richter (* 12. Mai 1846 in Herford; † 25. Dezember 1910 in Jena) war ein deutscher Unternehmer, der als Produzent der Anker-Steinbaukästen bekannt wurde.

## Leben
Adolf Richter, Sohn eines Bäckermeisters, erhielt 1876 vom Fürstentum Schwarzburg-Rudolstadt die Erlaubnis, in der fürstlichen Residenzstadt Rudolstadt eine chemisch-pharmazeutische Fabrik zu bauen.
Nachdem die Brüder Otto und Gustav Lilienthal 1880 eine Methode entwickelt hatten, aus Quarzsand, pulverisiertem Kalk und Leinölfirnis stabile Bausteine herzustellen, mussten sie aus Geldmangel ihre Erfindung verkaufen. Der Unternehmer Richter erwarb die Idee für die Bauklötze und baute für die Produktion ein neues Werk in Rudolstadt. 1882 wurden die ersten Baukästen hergestellt und zunächst als „Patent-Baukästen“ mit der von Gustav Lilienthal entwickelten Bildmarke eines roten Eichhörnchens vertrieben. Mit Beginn der Neuen Folge 1895 wurde das Eichhörnchen durch den inzwischen von anderen Produkten aus dem Hause Richter bekannten Anker ersetzt.
In Österreich-Ungarn war das Spielzeugunternehmen F. Ad. Richter & Cie. k.u.k. Hof- und Kammerlieferant des Kaisers und von Mitgliedern der kaiserlichen Familie sowie Hoflieferant weiterer europäischer Höfe. Mit Anker -Produkten wurde in den allerhöchsten Kinderzimmern gespielt.
Als Richter infolge eines chirurgischen Eingriffs 1910 starb, hinterließ er ein Unternehmen mit Niederlassungen in ganz Europa, den USA und Japan. Sein Sohn, Adolf Richter, führte das Unternehmen weiter.
Die Richtersche Villa in Rudolstadt wurde 1921 durch den späteren Hauptaktionär des Ankerwerks, Alfred Eversbusch, von der Erbengemeinschaft Richters übernommen. Aufgrund der Enteignung in der Deutschen Demokratischen Republik konnte das Gebäude erst nach der Wiedervereinigung über ein Vorkaufsrecht durch eine Erbin Eversbuschs zurückgekauft werden.

## Ehrungen
Richter erhielt zahlreiche Auszeichnungen für sein Werk, unter anderem:
- großherzoglich badischer Orden vom Zähringer Löwen
- königlich preußischer Kronen-Orden
- Ritter des portugiesischen Christusordens
- Ritter des tunesischen tNischan-el-Iftikhar-Ordens
- Ritter des Ritterordens von San Marino
- Kommerzienrat des Königreichs Bayern
- Geheimer Kommerzienrat des Fürstentums Schwarzburg-Rudolstadt
- k.u.k. Hoflieferant
- königlich bayerischer Hoflieferant
- königlich italienischer Hoflieferant
- königlich portugiesischer Hoflieferant
- Mitgliedschaft der Pariser Akademie der Wissenschaften
- Ehrenbürgerwürde der Stadt Rudolstadt

Die ausländischen Ritterorden waren (zumindest großteils) durch finanzielle Zuwendungen erworben.

## Digitalisate
- J. F. Procházka: Topographisch-statistischer Schematismus des Grossgrundbesitzes im Königreiche Böhmen, zugleich Adressenbuch sämmtlicher bei demselben angestellten Beamten, des Forstpersonals, u.s.w. Selbstverlag J. F. Procházka, Prag 1891, Anzeigenteil Seite 181 Digitalisat